# Grey Gardens
Grey Gardens (Brasil: Grey Gardens - Do Luxo à Decadência) é um telefilme estadunidense de 2009, do gênero drama biográfico, dirigido por Michael Sucsy, sobre a vida de Edith Bouvier Beale (Little Edie) (interpretada por Drew Barrymore) e sua mãe Edith Ewing Bouvier (Big Edie) (Jessica Lange), baseado no documentário homônimo de 1975 dos irmãos Albert e David Maysles.
O filme, produzida pela HBO Films mostra a época da famosa Little Edie desde seus 15 anos até quando está no auge da fama. 
O filme recebeu 17 indicações ao Emmy, tendo vencido nas categorias Melhor Filme Feito para TV, Melhor Atriz em Filme ou Minissérie (Jessica Lange) e Melhor Ator Coadjuvante em Filmes ou Minissérie (Ken Howard).

## Elenco
- Drew Barrymore… Edith Bouvier Beale (Little Edie)[4]
- Jessica Lange… Edith Bouvier Beale (Big Edie)[4]
- Ken Howard… Phelan Beale[4]
- Daniel Baldwin… Julius Albert Krug[4]
- Jeanne Tripplehorn… Jacqueline Kennedy Onassis[4]
- Malcolm Gets… George 'Gould' Strong[4]
- Kenneth Welsh… Max Gordon[4]
- Arye Gross… Albert Maysles[4]
- Louis Ferreira… David Maysles[4]

## Prêmios e indicações
Television Critics Association (2009)
- Melhor minissérie ou filme (vencedor)[5]

Emmy Awards 2009
- Melhor minissérie ou filme (vencedor)[3]
- Melhor direção em minissérie ou filme (Michael Sucsy)[3]
- Melhor roteiro em minissérie ou filme (Michael Sucsy e Patricia Rozema)[3]
- Melhor atriz em minissérie ou filme (Drew Barrymore)[3]
- Melhor atriz em minissérie ou filme (Jessica Lange) (vencedor)[3]
- Melhor ator coadjuvante em minissérie ou filme (Ken Howard) (vencedor)[3]
- Melhor atriz coadjuvante em minissérie ou filme (Jeanne Tripplehorn)[3]

Globo de Ouro 2010
- Melhor documentário (vencedor)[6]

Screen Actors Guild Awards 2010
- Melhor atriz em filme ou minissérie em televisão (Drew Barrymore) (vencedor)[7]
- Melhor atriz em filme ou minissérie em televisão (Jessica Lange)[7]